# Бражник табачный
Бражник табачный (лат. Manduca sexta) — вид бабочек рода Manduca из семейства бражников (Sphingidae). Широко распространён от тропических регионов Южной Америки до северных районов США (Массачусетс), считается вредителем табачных плантаций, легко размножается в неволе и используется в исследованиях как модельный организм.

## Синонимы
- Sphinx sexta Linnaeus, 1763
- Protoparce sexta
- Phlegethontius sexta
- Sphinx carolina Linnaeus, 1764
- Manduca carolina
- Phlegethontius carolina
- Protoparce carolina
- Macrosila carolina
- Protoparce jamaicensis Butler, 1876
- Sphinx lycopersici Boisduval, [1875]
- Sphinx nicotianae Boisduval, [1875]
- Sphinx paphus Cramer, 1779
- Protoparce griseata Butler, 1875
- Protoparce leucoptera Rothschild and Jordan, 1903
- Protoparce sexta luciae Gehlen, 1928
- Protoparce sexta peruviana Bryk, 1953
- Sphinx caestri Blanchard, 1854
- Sphinx eurylochus Philippi, 1860
- Sphinx tabaci Boisduval, [1875]
- Protoparce sexta saliensis Kernbach, 1964

## Подвиды и ареал
- Manduca sexta sexta (от Массачусетса на севере через США, Мексику и Центральную Америку до Аргентины на юге.)
- Manduca sexta caestri (Blanchard, 1854) (Чили)
- Manduca sexta jamaicensis (Butler, 1875) (Ямайка, Доминиканская республика, Сент-Люсия, Гваделупа, Антильские острова)
- Manduca sexta leucoptera (Rothschild & Jordan, 1903) (Галапагосские острова)
- Manduca sexta paphus (Cramer, 1779) (Суринам, Венесуэла, Бразилия, Аргентина, Боливия)
- Manduca sexta saliensis (Kernbach, 1964) (Аргентина)

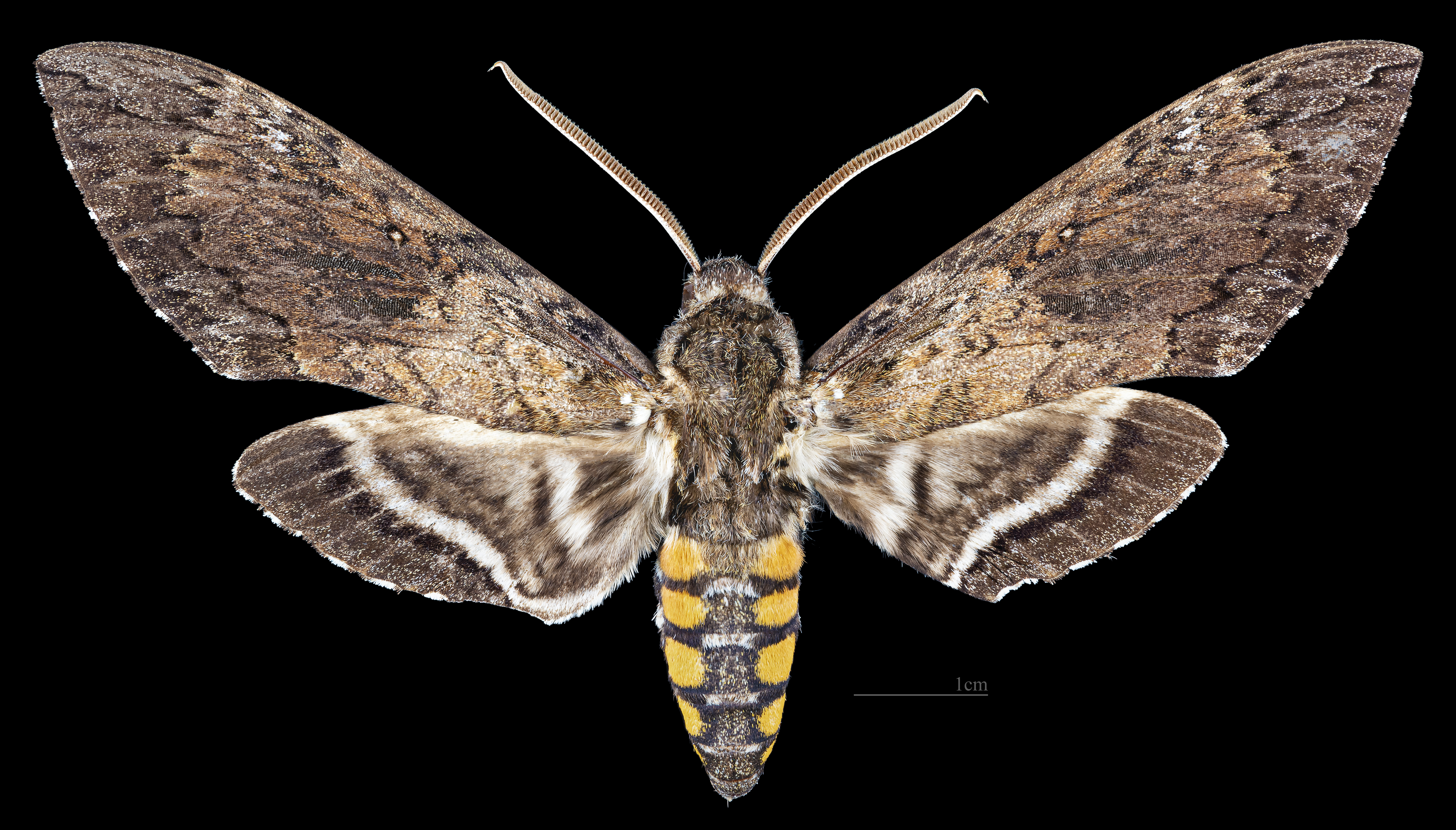
Manduca sexta jamaicensis ♂
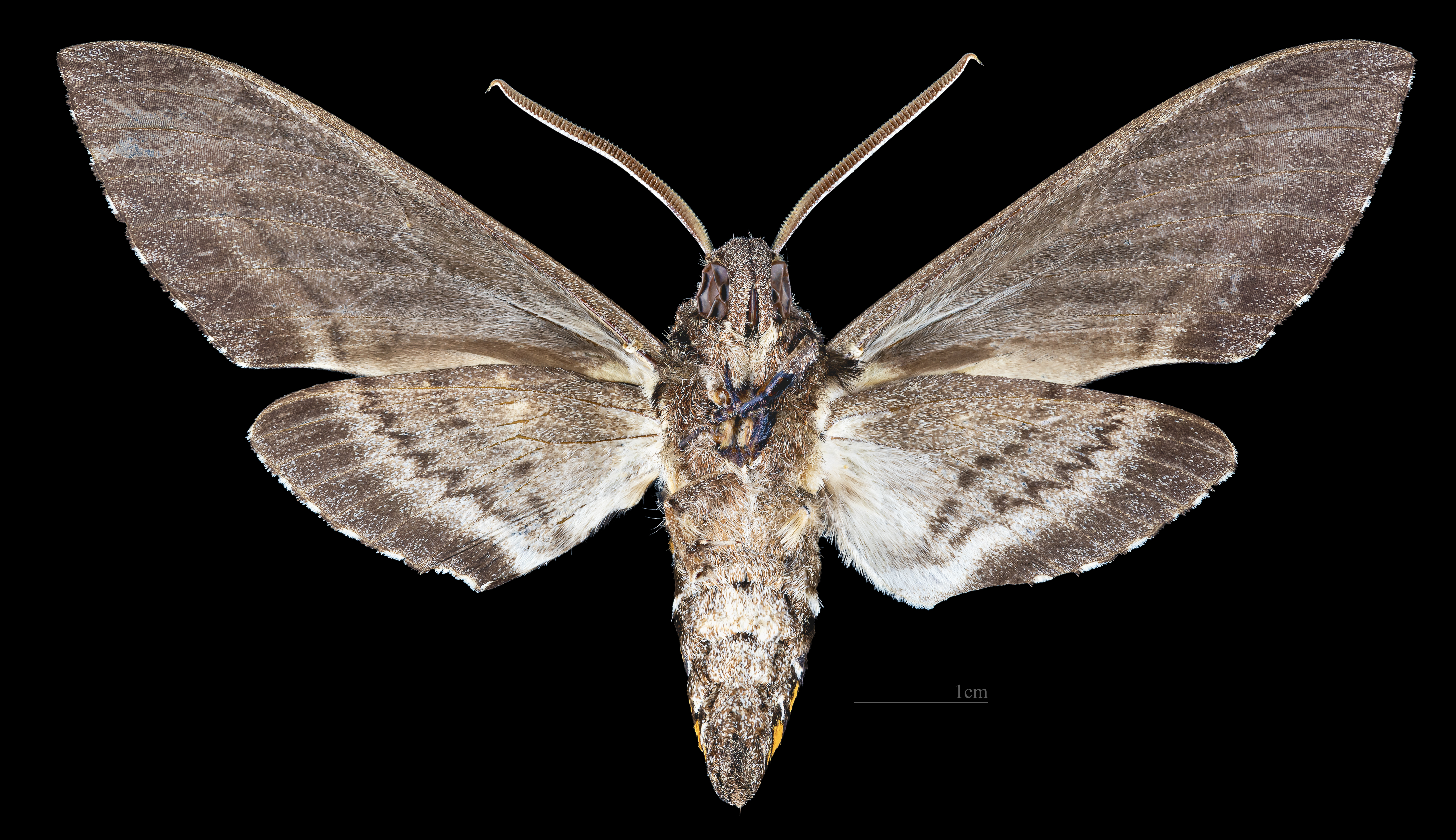
♂ △
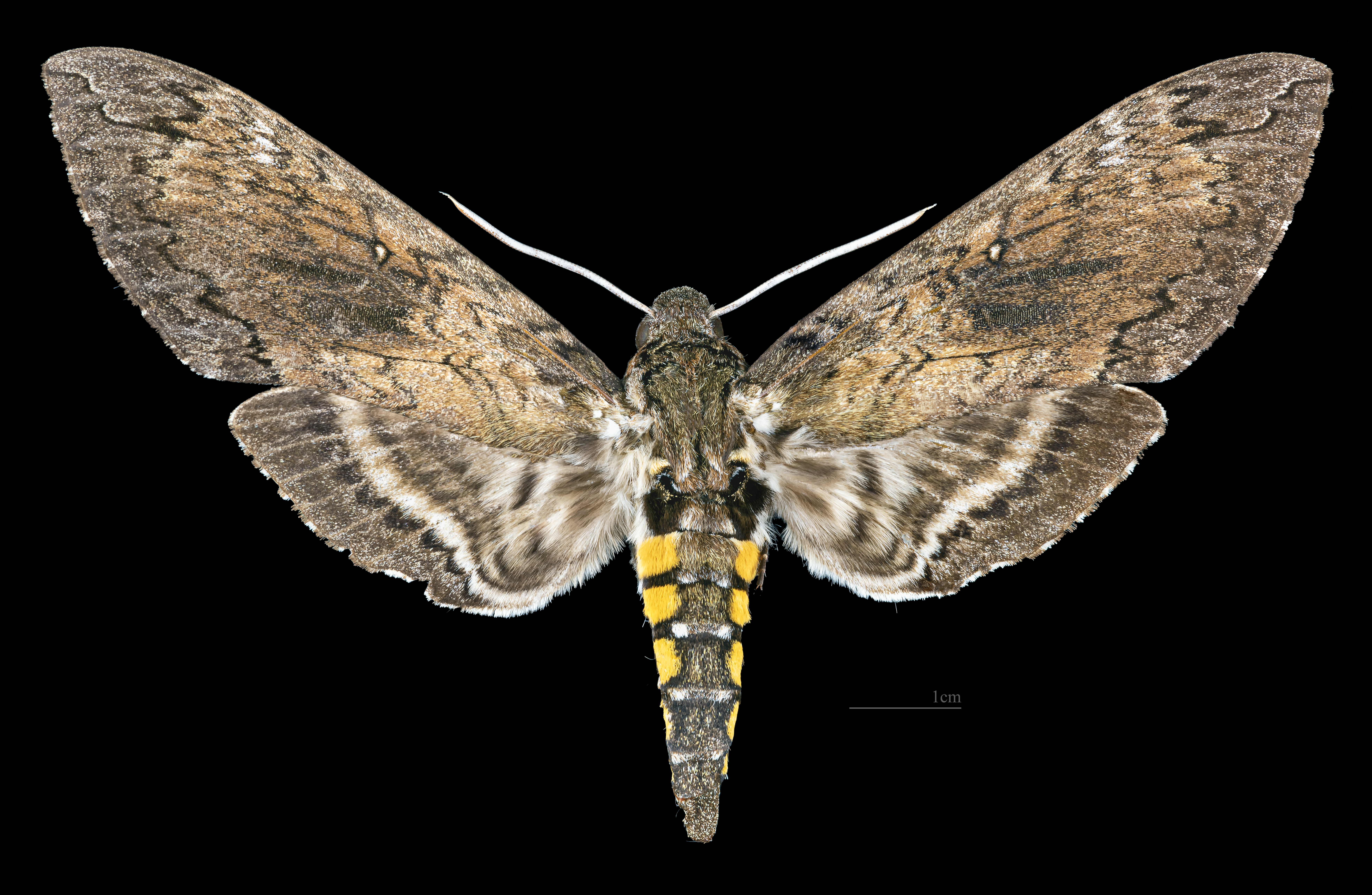
♀
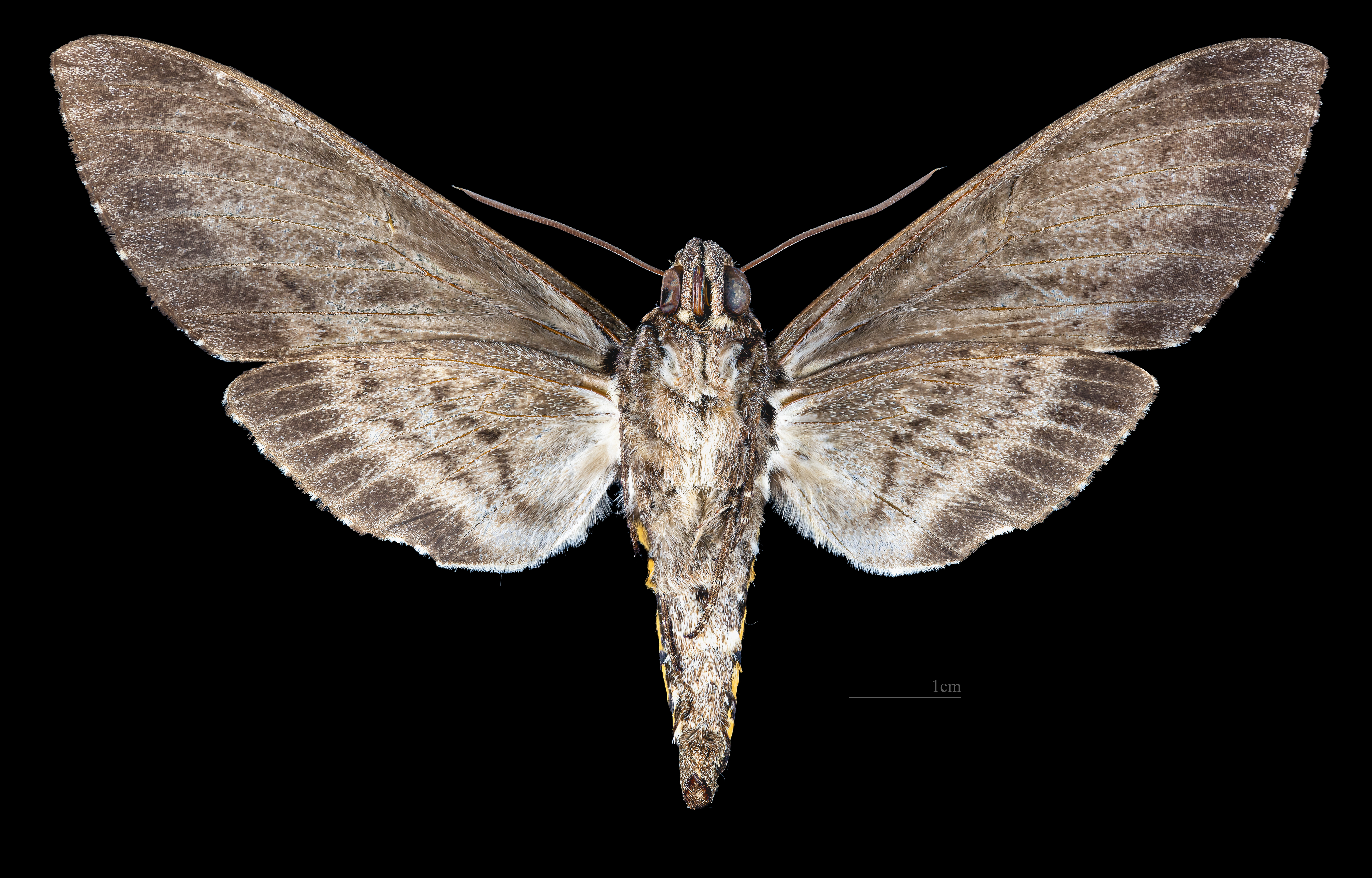
♀ △

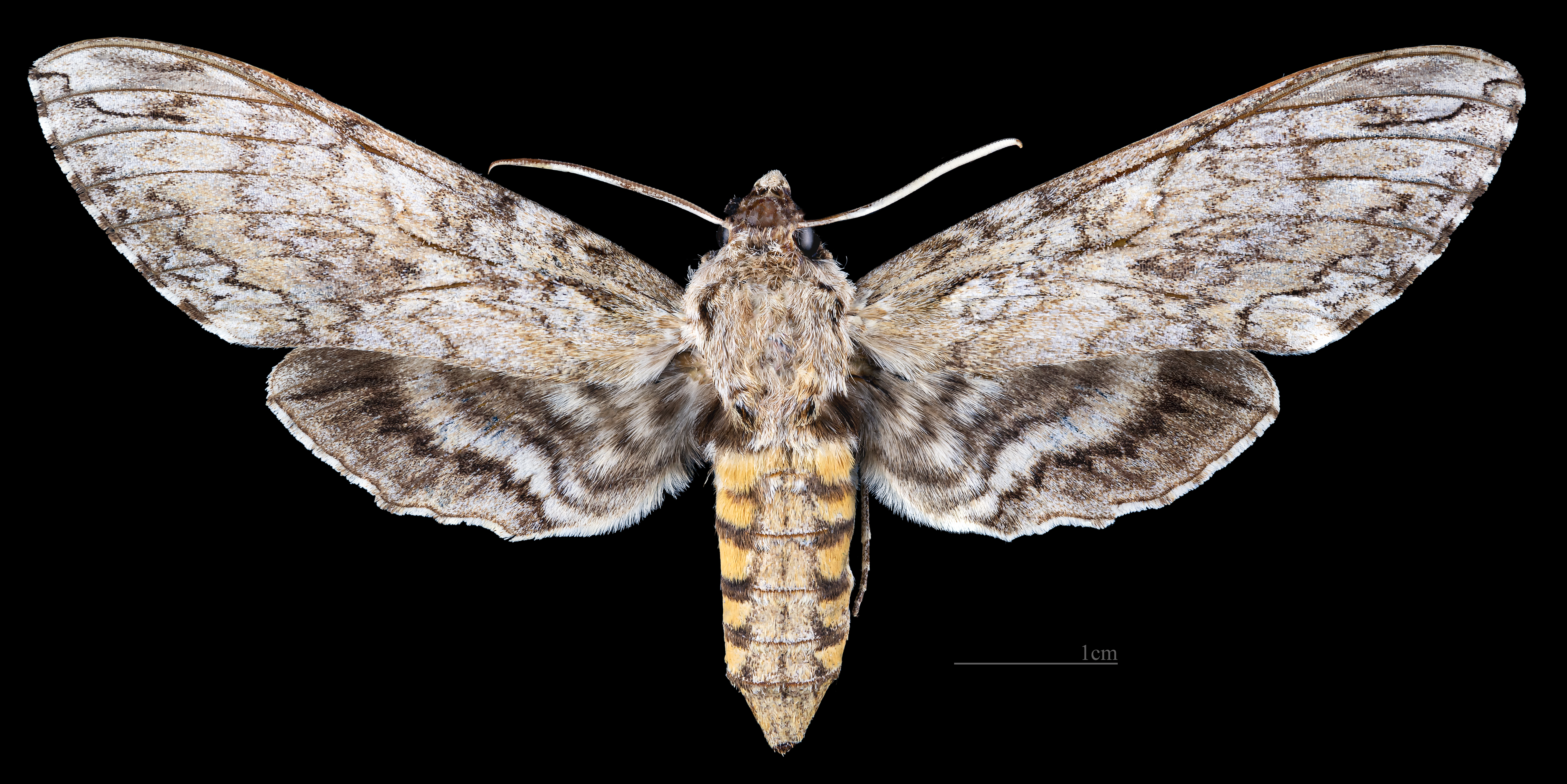
Manduca sexta leucoptera ♀ △
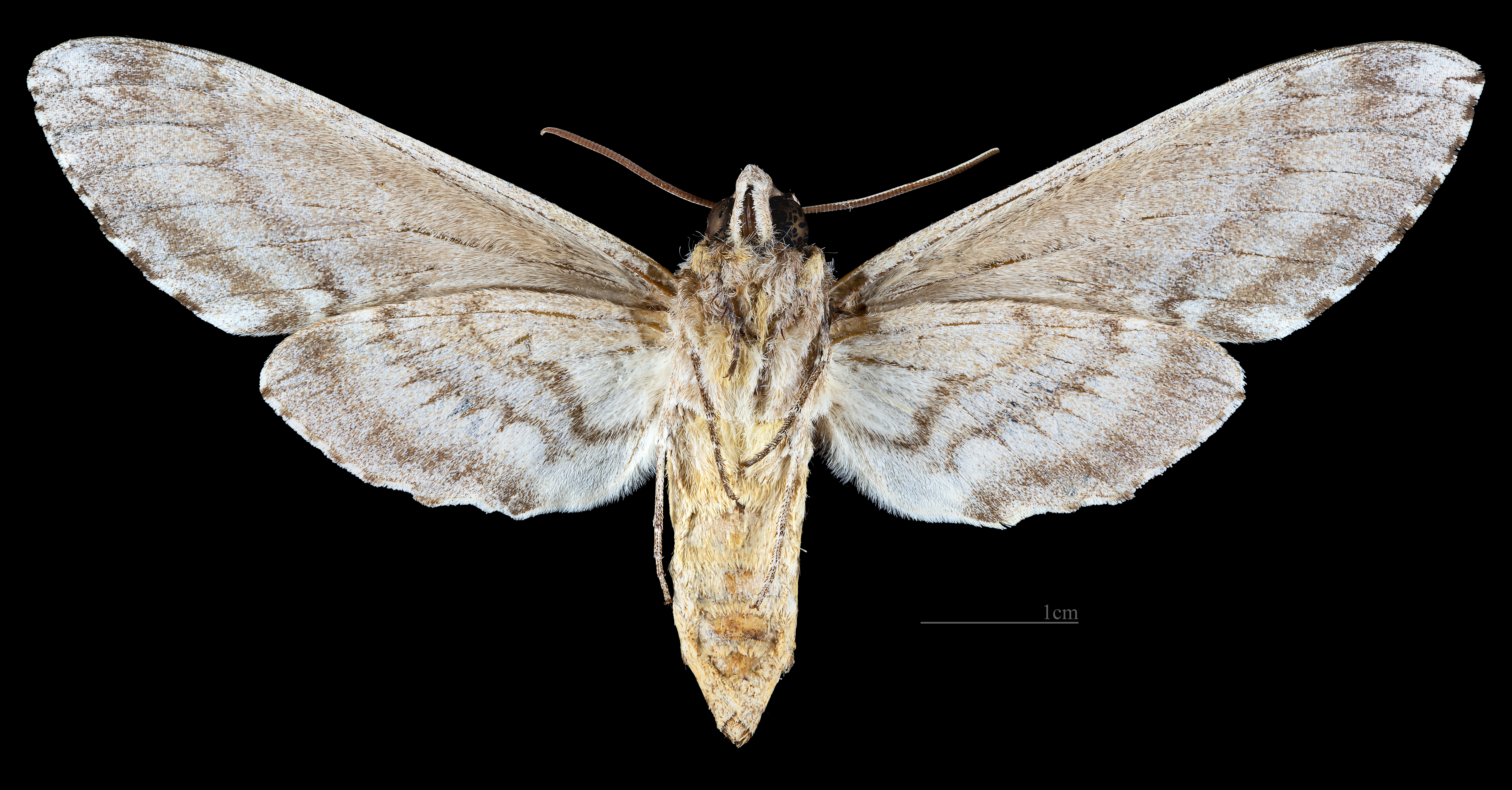
♀ △

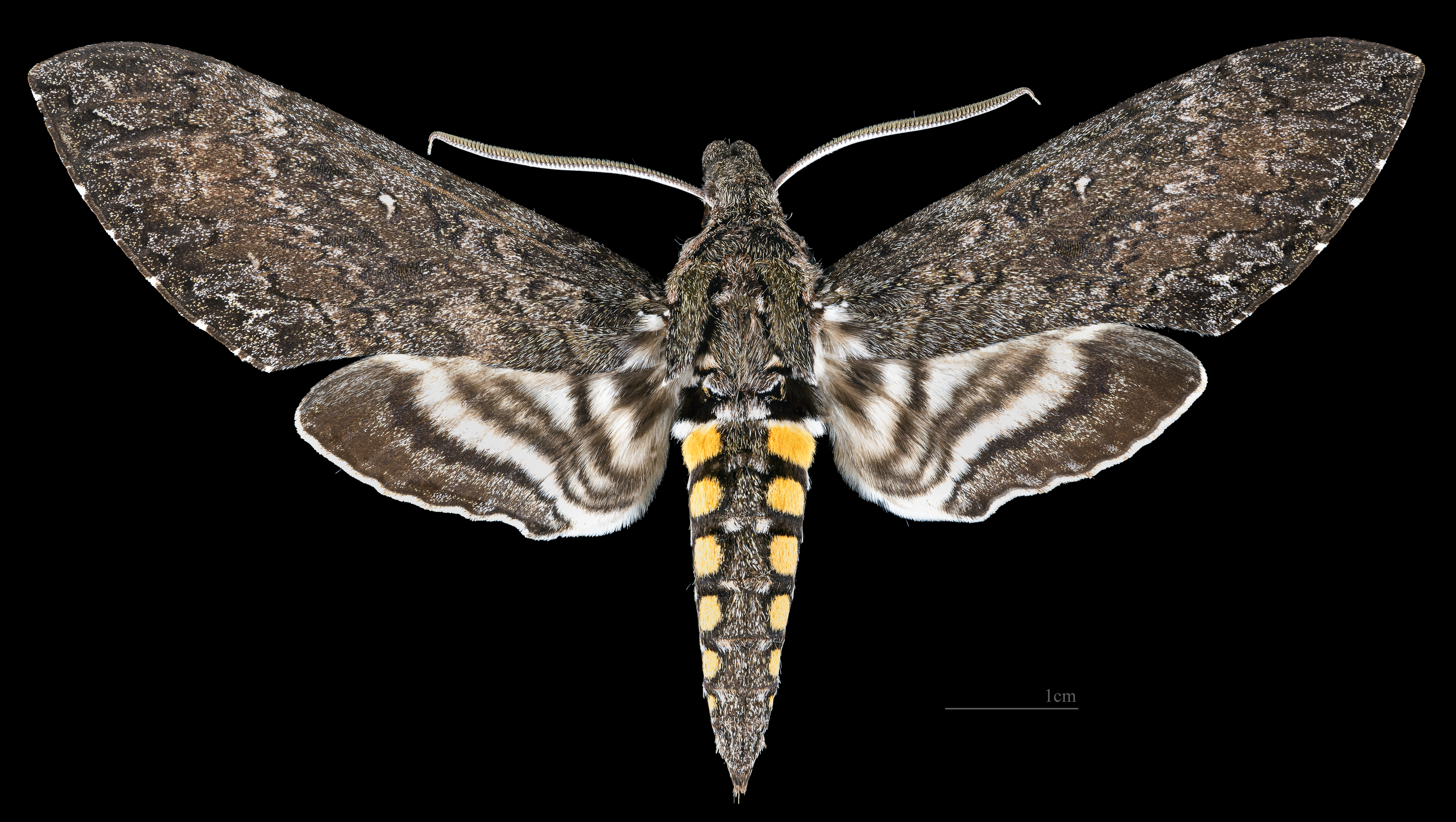
Manduca sexta paphus ♂
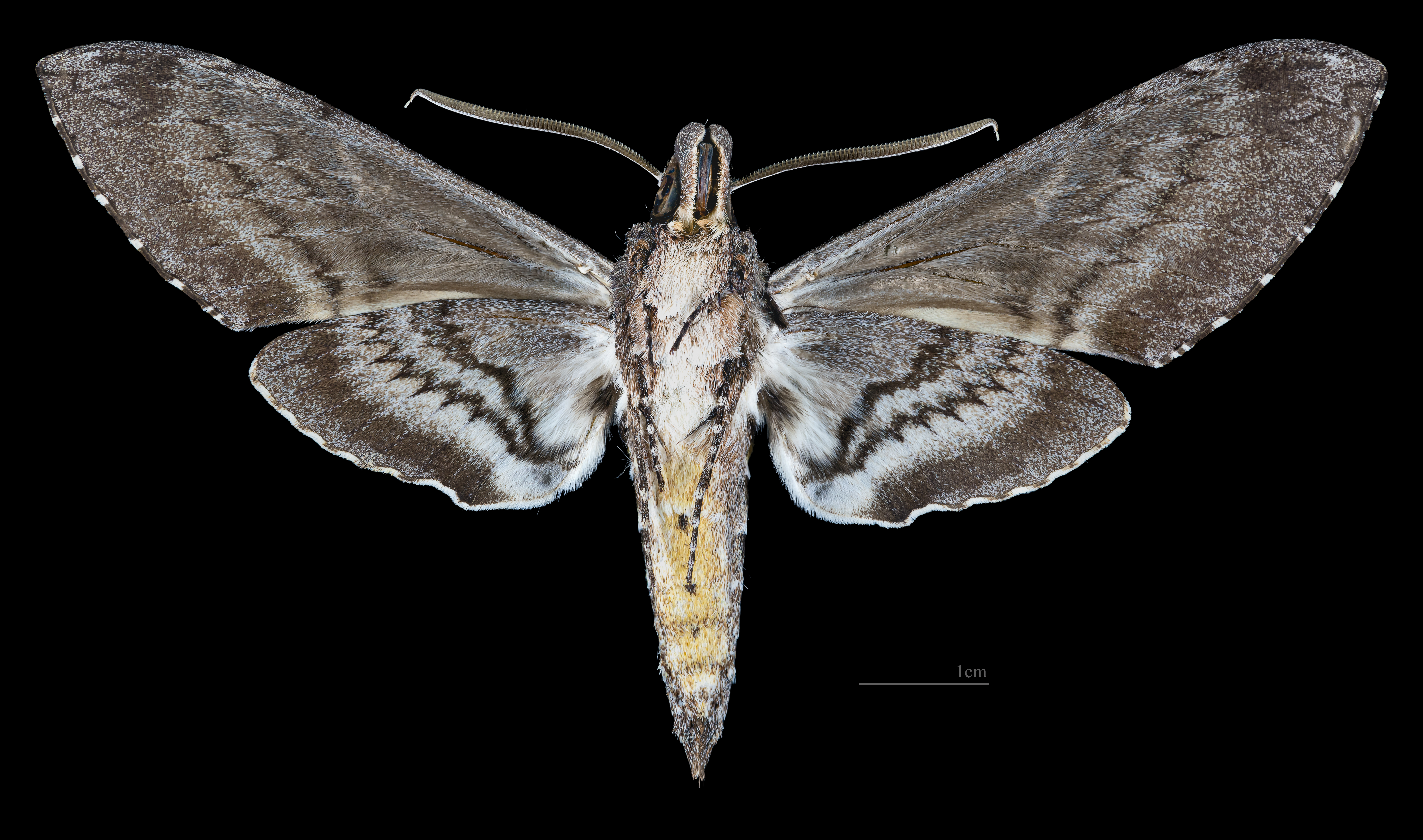
♂ △

## Биология

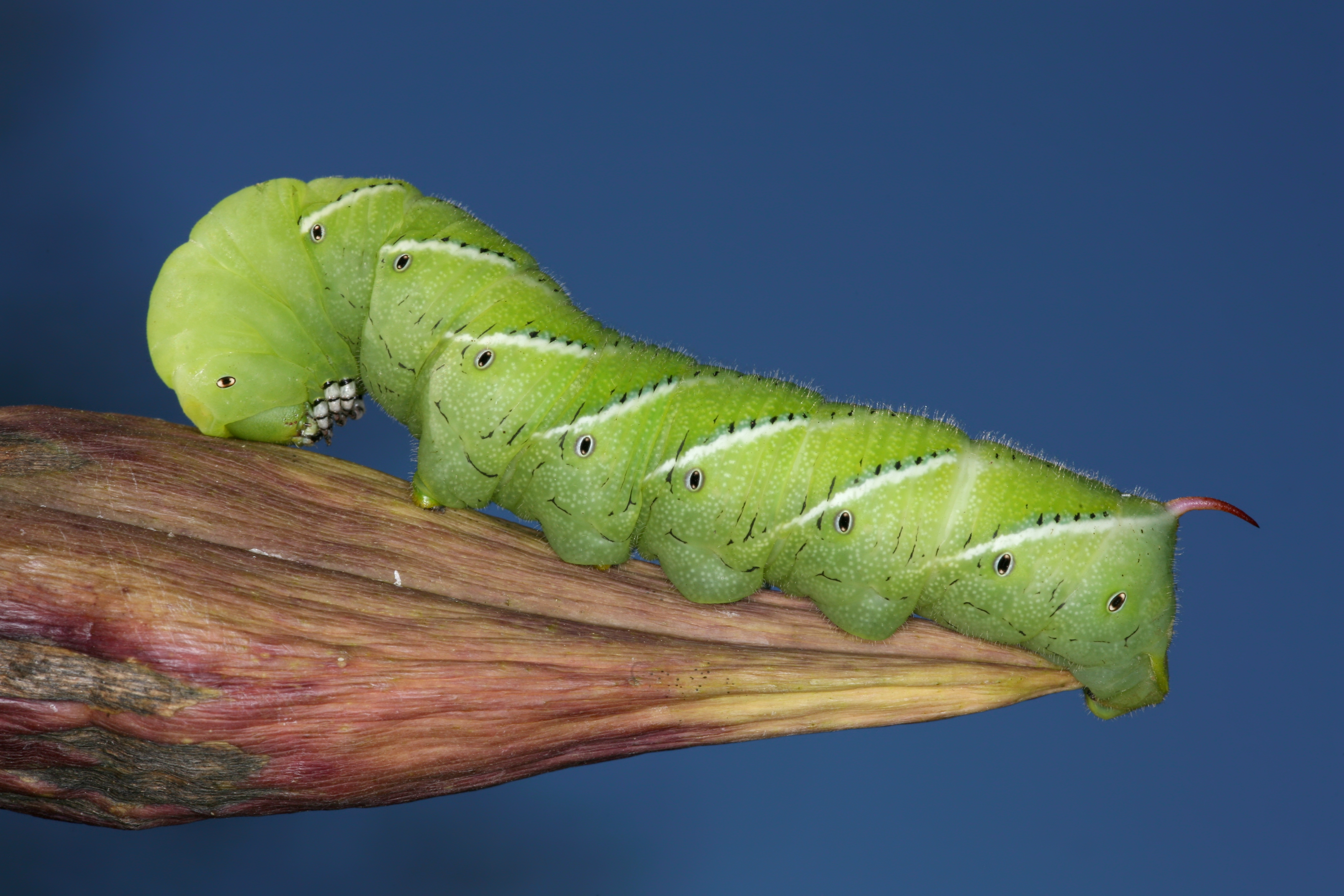
Гусеница

Жизненный цикл табачного бражника длится от 30 до 50 дней. Такой короткий период позволяет в большинстве районов развиться двум поколениям, а во Флориде даже трём и четырём поколениям за год.

### Яйца
Яйца табачного бражника имеют сферическую форму, достигают 1 мм в диаметре, прозрачные, зеленоватого цвета. Как правило, яйца откладываются самкой на нижнюю сторону листьев кормовых растений, редко могут откладывать и на верхнюю сторону. Гусеницы вылупляются на 2—4 день после откладывания.

### Гусеница
Гусеницы табачного бражника последнего возраста достигают до 70 мм в длину. Питаются на растениях семейства Паслёновые, как правило, на табаке, томатах, картофеле и видах рода Datura. Обычно гусеница проходит 5 возрастов, но при бедном питании количество возрастов может увеличиваться. Окукливается в почве.
Естественным биологическим контролем размножения бабочки являются паразитическая оса семейства Бракониды Cotesia congregata, которая откладывает яйца в тело гусеницы, где развиваются личинки осы. Заражённые гусеницы могут быть покрыты множественными шёлковыми коконами этой паразитической осы, которые часто ошибочно принимают за крупные яйца.

### Куколка
Стадия куколки длится около 18 дней (при 17-часовом световом дне и 27 °C). При укороченном световом дне куколка впадает в диапаузу, которая может продолжаться несколько месяцев.

### Имаго
Имаго имеет специфический узор на брюшке, который состоит из шести пар желтовато-красных квадратов.

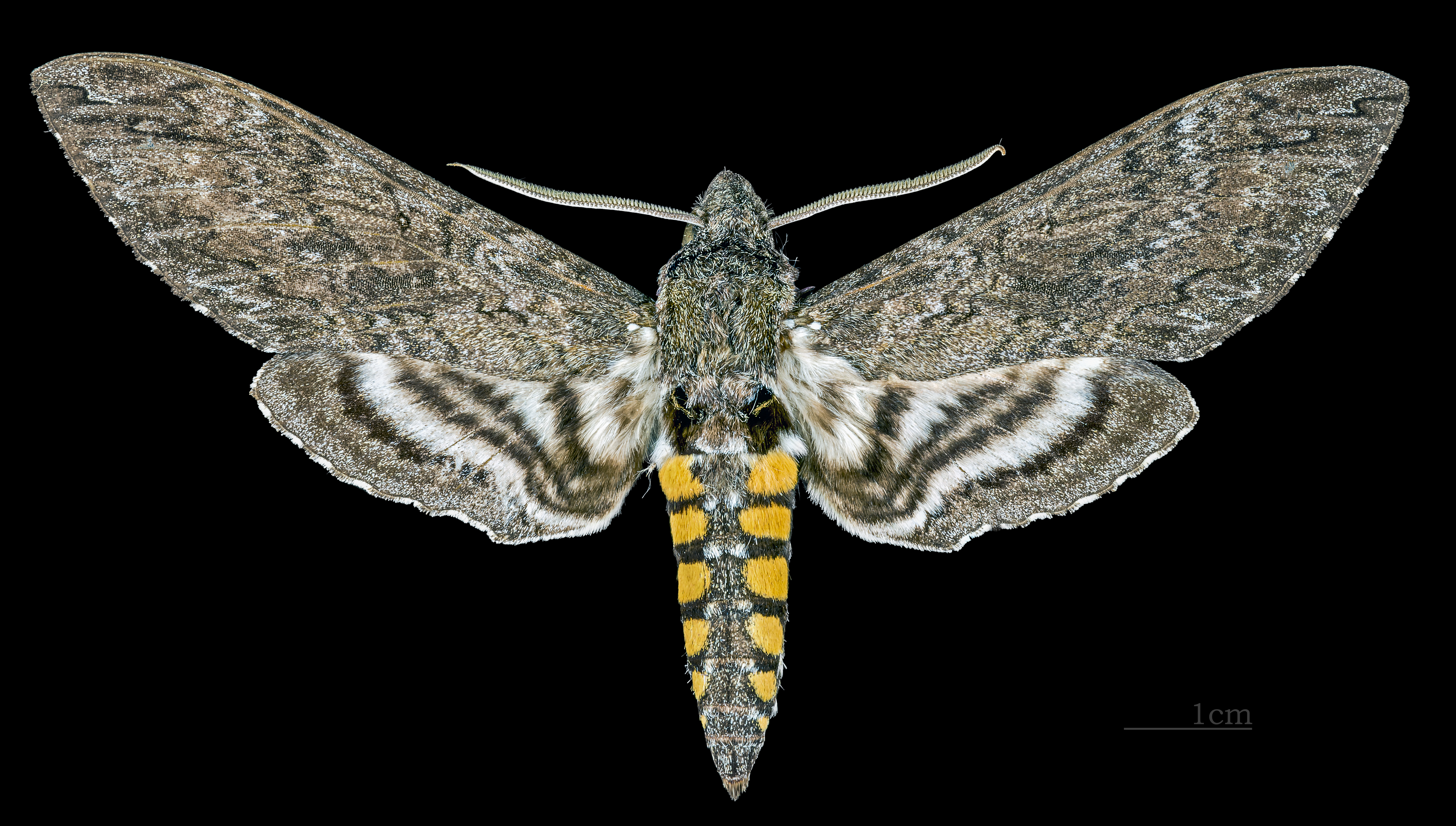
Manduca sexta sexta  ♂
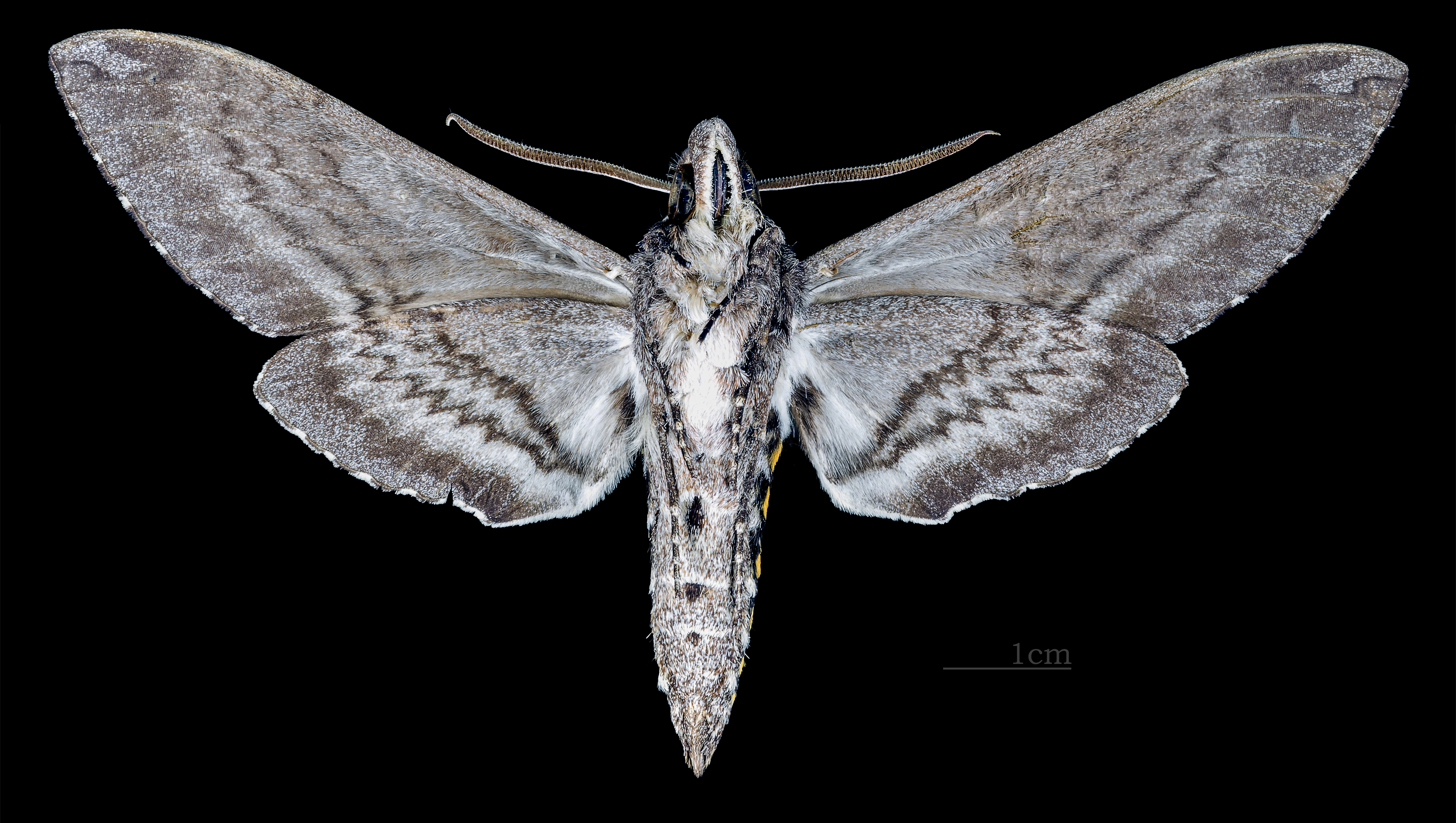
♂ △
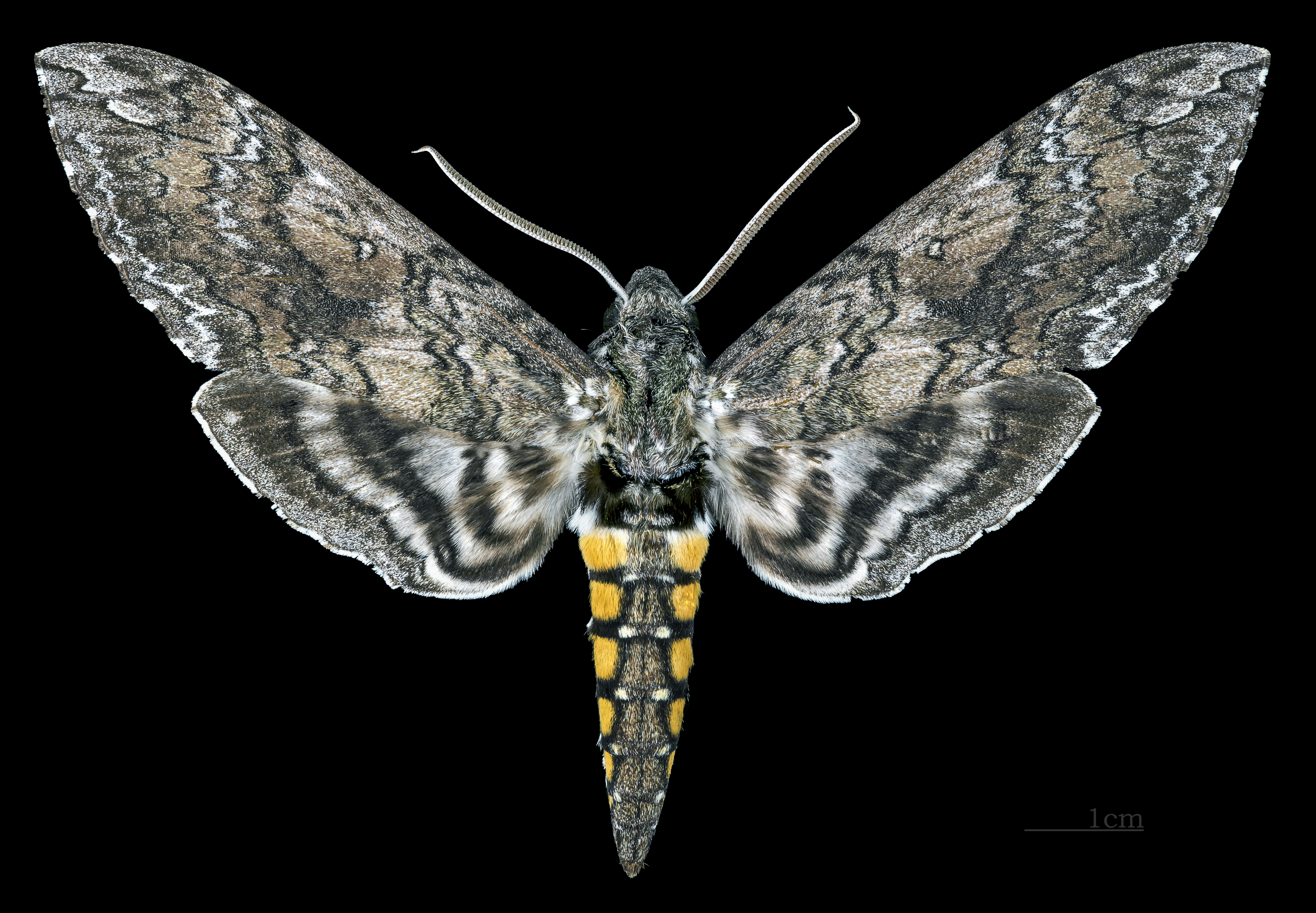
♀
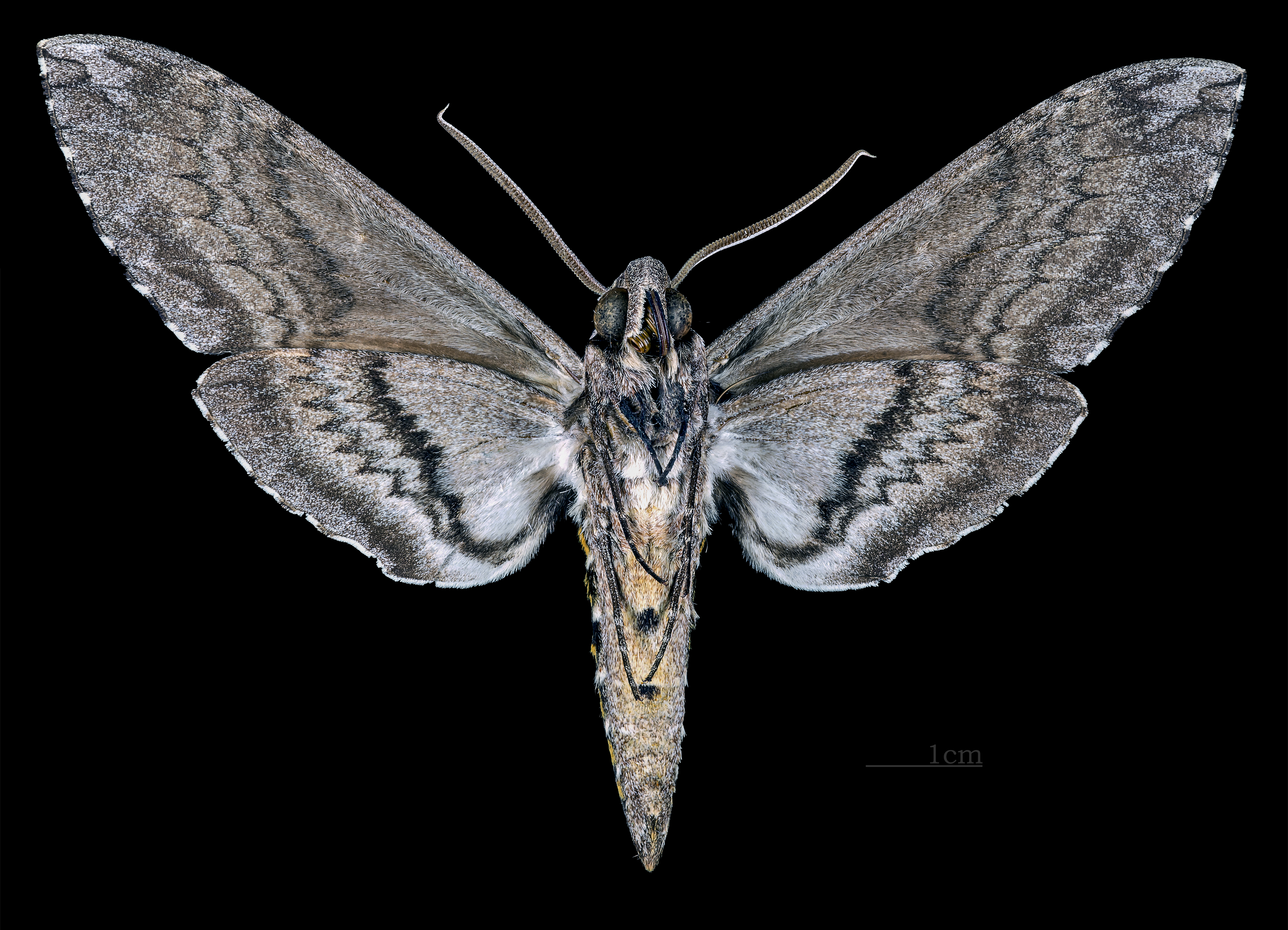
♀ △

## Модельный организм
Бражник используется подобно Drosophila melanogaster в качестве модельного организма благодаря своему относительно большому размеру и простоте содержания. Особенно широко используется в нейробиологии, поскольку нервную систему этого вида легко изучать и он имеет короткий жизненный цикл. Гусеницы этого вида легко поддаются вскрытию, а также у них хирургически легко отделяются отдельные органы.
Бабочки разводятся либо на растениях табака и родственных ему томатах, либо на искусственной пище, основанной на пшенице. Разведение простое, необходим 14-часовой световой день для предотвращения диапаузы.
Яйца промываются 1—5 мин в дезинфекционном растворе и располагаются на растениях или пищевых кубиках. Вылупление и скорость развития зависит от температуры. Когда наступает момент окукливания, гусеницы изменяют поведение и начинают искать подходящее укрытие. Для этого используются доски с просверленными отверстиями. Гусеницы помещаются в отверстия и закрываются пробками. После окукливания куколки помещают в специальные камеры. Туда же помещают подслащённую воду и листья табака (или родственного растения) для откладывания самкой яиц после оплодотворения.
При выращивании на искусственной пище, в которой отсутствует жёлтый пигмент ксантофилл, необходимый для зелёной окраски бабочки, бражники выводятся с голубоватым оттенком. На некоторых видах искусственного питания могут быть ещё бледнее, до бледно-голубого. Если в пище отсутствуют витамин A и каротиноиды, необходимые для зрительного пигмента, бабочки могут иметь слабое зрение.